# Davide Villella
Davide Villella (* 27. Juni 1991 in Magenta) ist ein ehemaliger italienischer Radrennfahrer.

## Karriere
Davide Villella gewann 2012 zwei Etappen des Giro della Regione Friuli Venezia Giulia. 2013 folgte der Gesamtsieg beim Giro della Valle d’Aosta. Hinzu kamen noch zwei Etappensiege und die Punktewertung dieses Rennens. Im Oktober 2013 siegte er beim Piccolo Giro di Lombardia, der U23-Ausgabe von Il Lombardia. Anschließend fuhr Villella einige Rennen als Stagiaire für das UCI WorldTeam Cannondale, wo er einen Profivertrag erhielt. Bei der Baskenland-Rundfahrt 2014 gewann er die Bergwertung und beim Arctic Race of Norway 2014 gewann er die Nachwuchswertung. Den Japan Cup 2016 konnte er für sich entscheiden.
Bei der Vuelta a España 2017 war er auf der dritten Etappe Teil einer Ausreißergruppe. Villella sammelte in dieser Fluchtgruppe die meisten Bergpunkte und übernahm die Bergwertung. Während der Rundfahrt holte er sich immer wieder Bergpunkte und behielt die Bergwertung bis zum Ende und gewann diese. 2018 gewann Villella die Tour of Almaty in Kasachstan. Bei der Vuelta a España 2018 war er auf der fünften Etappe Teil einer Ausreißergruppe und aus dieser Gruppe heraus wurde er Vierter.
2020 und 2021 fuhr Villella für das Movistar Team. Zwar gelang ihm kein zählbarer Erfolg, jedoch kam er mehrfach unter die Top 10, unter anderem bei der Trofeo Matteotti und bei Giro della Toscana sowie in der Gesamtwertung der Settimana Ciclistica Italiana. 2022 wechselte er zum Team Cofidis, blieb aber ohne nennenswerte Ergebnisse.
Nachdem sein Vertrag nicht verlängert worden war und er auch kein neues Team gefunden hatte, beendete Villella nach der Saison 2022 im Alter von 31 Jahren seine Karriere als Radrennfahrer.

## Erfolge
2012
- zwei Etappen Giro della Regione Friuli Venezia Giulia

2013
- Gesamtwertung, zwei Etappen und Punktewertung Giro della Valle d’Aosta
- Piccolo Giro di Lombardia

2014
- Bergwertung Baskenland-Rundfahrt
- Nachwuchswertung Arctic Race of Norway

2016
- Japan Cup

2017
- Bergwertung Vuelta a España

2018
- Gesamtwertung, Punktewertung und eine Etappe Tour of Almaty

## Platzierungen bei den Grand Tours
| Grand Tour            | 2014 | 2015 | 2016 | 2017 | 2018 | 2019 | 2020 | 2021 | 2022 |
| --------------------- | ---- | ---- | ---- | ---- | ---- | ---- | ---- | ---- | ---- |
| Giro d’ItaliaGiro     | DNF  | 78   | –    | 72   | 70   | 60   | 40   | 55   | 63   |
| Tour de FranceTour    | –    | –    | –    | –    | –    | –    | –    | –    | –    |
| Vuelta a EspañaVuelta | –    | 94   | 56   | 97   | 48   | –    | –    | –    | 53   |